# Elimination Chamber (2011)
Elimination Chamber (2011) (hay No Escape (2011) ở Đức) là một sự kiện pay-per-view (PPV) đấu vật chuyên nghiệp sản xuất bởi WWE và được tài trợ bởi National Guard, diễn ra ngày 20 tháng 2 năm 2011 tại Oracle Arena ở Oakland, California.
Đây là sự kiện Elimination Chamber thứ 2. Sự kiện nhận được 212.000 lượt mua, thấp hơn so với 287.000 lượt mua của sự kiện năm trước.

## Kết quả
| #                                                                                | Kết quả | Thể loại                                                                                         | Thời gian |
| -------------------------------------------------------------------------------- | --- | ------------------------------------------------------------------------------------------------ | --------- |
| 1D                                                                               | Daniel Bryan (c) đánh bại Ted DiBiase bằng đòn khóa                                                                                           | Trận đấu đơn tranh đai WWE United States Championship                                            | N/A       |
| 2                                                                                | Alberto Del Rio (cùng với Ricardo Rodriguez) đánh bại Kofi Kingston bằng đòn khóa                                                             | Trận đấu đơn                                                                                     | 10:30     |
| 3                                                                                | Edge (c) đánh bại Big Show, Drew McIntyre, Kane, Rey Mysterio và Wade Barrett                                                                 | Trận đấu Elimination Chamber tranh đai World Heavyweight Championship                            | 31:30     |
| 4                                                                                | The Corre (Heath Slater và Justin Gabriel) (cùng với Ezekiel Jackson) đánh bại Santino Marella và Vladimir Kozlov (c) (cùng với Tamina Snuka) | Trận đấu đồng đội tranh đai WWE Tag Team Championship                                            | 5:08      |
| 5                                                                                | The Miz (c) (cùng với Alex Riley) đánh bại Jerry Lawler                                                                                       | Trận đấu đơn tranh đai WWE Championship                                                          | 12:10     |
| 6                                                                                | John Cena đánh bại CM Punk, John Morrison, R-Truth, Randy Orton và Sheamus                                                                    | Trận đấu Elimination Chamber để giành một trận tranh đai WWE Championship tại WrestleMania XXVII | 33:12     |
| - (c) – chỉ người vô địch bước vào trận đấu - D – chỉ trận đấu là một dark match | |                                                                                                  |           |

### Thứ tự vào và loại trong Elimination Chamber (SmackDown)
| Thứ tự loại | Đô vật        | Thứ tự vào | Bị loại bởi | Hình thức loại                 | Thời gian |
| ----------- | ------------- | ---------- | ----------- | ------------------------------ | --------- |
| 1           | Wade Barrett  | 3          | Big Show    | Bị đè sau đòn KO Punch         | 18:48     |
| 2           | Big Show      | 6          | Kane        | Bị đè sau đòn chokeslam        | 20:54     |
| 3           | Drew McIntyre | 5          | Kane        | Bị đè sau đòn chokeslam        | 21:09     |
| 4           | Kane          | 4          | Edge        | Bị đè sau đòn spear            | 22:50     |
| 5           | Rey Mysterio  | 2          | Edge        | Bị đè sau đòn spear trên không | 31:30     |
| Thắng cuộc  | Edge (c)      | 1          |             |                                |           |

### Thứ tự vào và loại trong Elimination Chamber (Raw)
| Thứ tự loại | Đô vật        | Thứ tự vào | Bị loại bởi   | Hình thức loại                                   | Thời gian |
| ----------- | ------------- | ---------- | ------------- | ------------------------------------------------ | --------- |
| 1           | R-Truth       | 5          | Sheamus       | Bị đè sau đòn Brogue Kick                        | 17:31     |
| 2           | Randy Orton   | 3          | CM Punk       | Bị đè sau đòn G.T.S.                             | 21:33     |
| 3           | Sheamus       | 1          | John Morrison | Bị đè sau đòn Crossbody từ trên nóc buồng        | 25:16     |
| 4           | John Morrison | 2          | CM Punk       | Bị đè sau đòn G.T.S.                             | 32:50     |
| 5           | CM Punk       | 6          | John Cena     | Bị đè sau đòn Attitude Adjustment vào nền buồng. | 33:12     |
| Thắng cuộc  | John Cena     | 4          |               |                                                  |           |

## Nhân sự trên màn ảnh khác
| Bình luận viên - Michael Cole - Josh Mathews - Booker T Người phỏng vấn - Todd Grisham - Matt Striker | Ring announcer - Justin Roberts - Tony Chimel Trọng tài - John Cone - Mike Chioda - Justin King - Chad Patton - Scott Armstrong |